# Сентябрь 2016 года

Список событий сентября 2016 года.

## События
- 1 сентября
  - В Габоне после оглашения результатов президентских выборов, согласно которым победил действующий глава государства Али Бонго Ондимба, начались волнения сторонников проигравшего кандидата Ж. Пинга[1].
  - Министерство финансов США расширило список физических лиц и компаний, подпавших под санкции после присоединения Крыма к России. В частности, в перечень теперь входят субподрядчик строительства Крымского моста «Мостотрест» и «СГМ-Мост»[2].
  - Начался скандал вокруг московской школы № 57[3].
  - Во время предполётных испытаний взорвалась ракета Falcon 9, уничтожен взрывом израильский спутник «Амос-6»[4].
- 2 сентября
  - Верховный суд Российской Федерации отменил судебное решение о ликвидации общественной организации СтопХам[5].
- 3 сентября
  - В Екатеринбурге на два месяца арестован видеоблогер Руслан Соколовский, по обвинению в экстремизме и оскорблении чувств верующих. Поводом для возбуждения дела послужило видео, на котором видеоблогер ходит по храму и играет в Pokemon Go[6].
- 4 сентября
  - В Ханчжоу (КНР) открылся саммит G20[7].
  - Папа Римский Франциск причислил к лику святых мать Терезу[8].
- 7 сентября
  - Экипаж космического корабля Союз ТМА-20М благополучно вернулся на Землю, при этом долговременная экспедиция МКС-48 завершилась, а экспедиция МКС-49 начала свою работу на Международной космической станции[9].
  - В Рио-де-Жанейро (Бразилия) открыты Паралимпийские игры[10].
- 8 сентября
  - Американская межпланетная станция OSIRIS-REx, предназначенная для доставки образцов грунта с астероида Бенну, успешно стартовала с мыса Канаверал в 23:05 UTC[11].
  - Индийская организация космических исследований (ISRO) успешно провела первый рабочий запуск ракеты-носителя GSLV-F-Zero-Five с двигателем на криогенном топливе собственной разработки[12].
- 9 сентября
  - Подписан указ об отставке уполномоченного при президенте по правам ребёнка Павла Астахова, на посту его сменила Анна Кузнецова[13].
  - В Северной Корее прошли пятые ядерные испытания, взрыв в 10 килотонн стал самым мощным в истории КНДР[14].
  - В России произведён очередной успешный испытательный пуск межконтинентальной баллистической ракеты «Тополь»[15].
  - Президент непризнанной Приднестровской Молдавской республики Евгений Шевчук издал указ о подготовке к присоединению к России, в частности о приведении правовой системы республики в соответствие российскому законодательству[16].
  - Апелляционный суд Кении отменил введённый в 2015 году запрет на ношение хиджабов в школах[17].
- 10 сентября
  - В Москве открылось пассажирское движение на Московском центральном кольце[18].
  - В Женеве завершились рекордные по продолжительности (15 часов) переговоры главы российского МИД Сергея Лаврова и госсекретаря США Джона Керри по вопросу установления перемирия в Сирии[19].
  - В Москве открылся стадион под названием ВЭБ Арена, вмещающий 30 000 людей.
- 11 сентября
  - Парламентские выборы в Белоруссии[20].
- 13 сентября
  - Опубликовано Постановление Правительства Российской Федерации, которое включило соль (в том числе морскую) из ряда стран, которые ранее ввели против России санкции, в список товаров, на которые распространяется российское продовольственное эмбарго[21]. Дата вступления запрета в силу — 1 ноября 2016 года[22].
  - Суперъяхта Dilbar, которая принадлежит российскому бизнесмену Алишеру Усманову, получила престижную награду World Yachts Trophies в номинации «Яхты размером от 250 футов»[23].
- 14 сентября
  - В Туркмении принята новая редакция Конституции. В частности срок пребывания на посту президента продлён с 5 до 7 лет[24].
  - Закончилась 42-я шахматная олимпиада, в турнире мужских команд победила сборная США, женских — сборная Китая[25].
- 15 сентября
  - С китайского космодрома Цзюцюань состоялся успешный запуск ракеты-носителя «Чанчжэн-2F», которая вывела на орбиту Земли китайскую космическую лабораторию «Тяньгун-2»[26].
- 16 сентября
  - Кандидатом в президенты Узбекистана выдвинут временно исполняющий обязанности президента, премьер-министр страны Шавкат Мирзиёев от партии УзЛиДеП[27].
  - Открыт новый участок Люблинско-Дмитровской линии Московского метро. Теперь для пассажиров доступны три новые станции: «Бутырская», «Фонвизинская» и «Петровско-Разумовская»[28].
  - Совет директоров ЦБ РФ принял решение о снижении ключевой ставки до 10 %[29].
- 17 сентября
  - Взрывы в Нью-Йорке и Нью-Джерси: около 30 пострадавших[30].
  - Жертвами тайфуна «Меранти» в материковой части КНР стали 28 человек[31].
- 18 сентября
  - Единый день голосования в России. По его итогам депутатами Государственной думы Российской Федерации стали представители 6 политических партий и 1 самовыдвиженец[32]. Партия «Единая Россия» вернула себе конституционное большинство, получив (с одномандатниками) 343 места в Государственной думе из 450[32].
  - Прошла 68-я церемония вручения наград Эмми, лучшим комедийным сериалом назван «Вице-президент», лучшим драматическим — «Игра престолов»[33].
  - В Рио-де-Жанейро (Бразилия) закрыты Паралимпийские игры[34].
- 19 сентября
  - В результате перестрелки в ресторане, расположенном в подмосковном посёлке Горки-2, убит лидер харьковской организации «Оплот» Евгений Жилин[35].
- 20 сентября
  - Прокуратура провинции Кайсери в центральной части Турции выдала ордера на арест 141 сторонника оппозиционного проповедника Фетхуллаха Гюлена[36].
- 21 сентября
  - Президент РФ Владимир Путин присвоил звание Героя России лейтенанту полиции Магомеду Нурбагандову за мужество и героизм, проявленные при исполнении служебного долга (посмертно)[37].
- 22 сентября
  - Бывший министр финансов Бразилии Гиду Мантега арестован по делу о коррупции в государственной нефтегазовой компании Petrobras[38].
  - Шведский фонд Right Livelihood Award Foundation наградил российскую правозащитницу Светлану Ганнушкину премией «За правильный образ жизни»[39].
- 23 сентября
  - Правительственная комиссия по контролю за осуществлением иностранных инвестиций в Российской Федерации одобрила продажу суверенному фонду Катара «Qatar Investment Authority» 24,99 % акций аэропорта Пулково[40].
  - Прекращено уголовное дело в отношении владельца аэропорта Домодедово Дмитрия Каменщика, которому после теракта в Домодедово было предъявлено обвинение в оказании услуг, не отвечающих требованиям безопасности[41].
- 24 сентября
  - Согласно сообщению начальника управления по надзору за соблюдением законов в военной сфере генеральной прокуратуры ЛНР Сергея Рахно, совершил самоубийство бывший премьер-министр Луганской республики Геннадий Цыпкалов[42]. Он повесился в камере после того, как был задержан по обвинению в подготовке государственного переворота[43]. Помимо него был задержан властями ЛНР полковник «народной милиции», а бывший председатель парламента непризнанной ООН республики А. В. Карякин объявлен в розыск[43].
- 25 сентября
  - В Китае заработал крупнейший в мире радиотелескоп с заполненной апертурой FAST, с помощью которого астрономы рассчитывают вести наблюдение за космическими объектами, расположенными на расстоянии до 11 млрд световых лет от Земли[44].
  - В Иордании убит писатель Нахид Хаттар. Незадолго до этого Хаттар был обвинён в оскорблении ислама[45]
  - В Москве состоялся форум «Диалог наций. Право народов на самоопределение и построение многополярного мира» — съезд сепаратистских движений со всего мира[46].
  - В Швейцарии состоялся референдум на котором был одобрена новая редакция федерального закона «О разведывательной службе», которая позволит сотрудникам спецслужб прослушивать телефоны и следить за электронной перепиской граждан. Предложения об увеличении пенсионных выплат и о переходе к «зелёной» экономике на этом же референдуме было отвергнуто[47].
  - Под давлением общественной организации «Офицеры России» в Москве была закрыта фотовыставка Джока Стёрджеса[48].
- 26 сентября
  - Комитет Европарламента по внутренним делам, юстиции и гражданским свободам проголосовал за отмену виз ЕС и Украины[49].
  - В Азербайджане прошёл референдум по изменению конституции по внесению шести новых статей в Конституцию страны и ещё 23 поправок в существующие статьи[50].
  - Президентские выборы в США: политические дебаты Трамп — Клинтон побили рекорд популярности, собрав самую большую аудиторию со времён дебатов Джимми Картера и Рональда Рейгана[51].

- 27 сентября
  - Подписан контракт на покупку плавучего космодрома «Морской старт» российским холдингом S7 Group у группы компаний Sea Launch[52].
  - Власти Индонезии провели массовую эвакуацию на острове Ломбок после извержения вулкана Баруджари, начались поиски нескольких сотен пропавших туристов[53].
- 28 сентября
  - Международная следственная группа представила предварительные итоги расследования катастрофы малайзийского «Боинга» в 2014 году[54].
  - Официальный представитель Минобороны России генерал-майор Игорь Конашенков, комментируя оглашённые первые предварительные результаты уголовного расследования крушения малайзийского Boeing 777 рейса MH17 в Донбассе заявил, что российские зенитные ракетные комплексы не пересекали границу с Украиной[55].
  - Пресс-секретарь президента РФ Дмитрий Песков, комментируя предварительные выводы Совместной следственной группы (ССГ), расследующей авиакатастрофу малайзийского Boeing 777 рейса МН17 в Донецкой области, заявил, что Россия не увидела в этом докладе никаких доказательств[56].
  - СМИ сообщили об авиаударах по главной травматологической больнице Алеппо, которая находилась в удерживаемой повстанцами восточной части города, МИД Франции приравнял атаку на больницу в Алеппо к военным преступлениям[57].
- 30 сентября
  - Космический зонд «Розетта» завершил 12,5-летнюю миссию, совершив жёсткую посадку на скорости 3 км/ч на комету Чурюмова-Герасименко[58].
  - МВФ включил юань в список специальных прав заимствования[59].